# Fundação Nacional do Índio
Die Fundação Nacional do Índio (abgekürzt FUNAI oder Funai; deutsch wörtlich übersetzt: Nationale Stiftung des Indios, sinngemäß jedoch Nationale Behörde für Indigene) ist das staatliche brasilianische Organ für die Angelegenheiten der indigenen Bevölkerung Brasiliens. Sie hat ihren Sitz in Brasília und unterstand bis zum 1. Januar 2019 dem Justizministerium. Durch ein vorläufiges Präsidentendekret vom 2. Januar 2019 untersteht das Organ dem Frauen-, Familien- und Menschenrechtsministerium (portugiesisch Ministério da Mulher, Família e dos Direitos Humanos), Teile auch dem Landwirtschaftsministerium.
Die FUNAI ist in mehrere Abteilungen untergliedert, die sich beispielsweise speziell mit dem Schutz unkontaktierter Völker beschäftigen. FUNAI soll die Einhaltung der Rechte indigener Völker nach Brasiliens Verfassung von 1988 und des Brasilianischen Indianerstatuts sicherstellen.

## Geschichte
1910 wurde der Serviço de Proteção ao Índio (abgekürzt SPI; deutsch Dienst zum Schutz der Indios) vom brasilianischen Abenteurer Cândido Rondon gegründet. Rondon war auch der erste Vorsitzende von SPI; 1930 legte er dieses Amt infolge einer Revolution, die Getúlio Dornelles Vargas an die Macht brachte, nieder. 1952 nahm er diese Funktion wieder auf und hatte die Idee, einen Nationalpark zum Schutz der indigenen Bevölkerung zu etablieren. 1961 wurde diese Vision schließlich durch die Brüder Villas Bôas umgesetzt; entlang des Rio Xingu in Mato Grosso entstand mit dem Parque Indígena do Xingu das erste indigene Schutzgebiet.
Trotz der Ideale seines Gründers geriet SPI durch Korruptionsvorwürfe und mangelnde Gesundheitsversorgung der indigenen Bevölkerung über die Jahre immer stärker in die Kritik. Der in den 1960er Jahren vom Innenministerium Brasiliens schließlich in Auftrag gegebene Figueiredo-Report, warf SPI Versagen beim Schutz der indigenen Bevölkerung und Mitverschulden von Gräueltaten an den Indianern vor. So berichtete der Spiegel 1968, dass Mitglieder des SPI folterten und ganze Indianerstämme ausrotteten, z. B. durch arsengetränkte Süßigkeiten, um an deren Land zu gelangen.
1967 kam es in diesem Zuge zur Neugründung unter dem Namen FUNAI. Die Behörde verfolgte bis in die späten 1980er Jahre eine Politik der Integration und Assimilation indigener Völker, die erst später einer zunehmenden Politik der Selbstbestimmung der indigenen Völker wich. Noch heute wird die Behörde von Angehörigen indigener Völker teilweise kritisch gesehen, da sie sehr bürokratisch arbeite und immer wieder Personal berufen wird, das sich offen gegen die Rechte indigener Völker ausgesprochen hat.
Präsident der FUNAI war von Januar bis Juni 2019 General Franklimberg Ribeiro de Freitas. Er hatte sie bereits ab Mai 2017 geleitet. Im April 2018 war er im Streit mit der Fraktion der Agrarier im brasilianischen Nationalkongress zurückgetreten. Diese hatte ihm vorgeworfen, nicht genügend geschützte Flächen für die landwirtschaftliche Nutzung freigegeben zu haben. Zuvor hatte Freitas unter anderem Einsätze der Armee gegen Garimpeiros (illegale Goldschürfer) im Schutzgebiet der Yanomami im Bundesstaat Roraima geleitet.